# Walbertsweiler

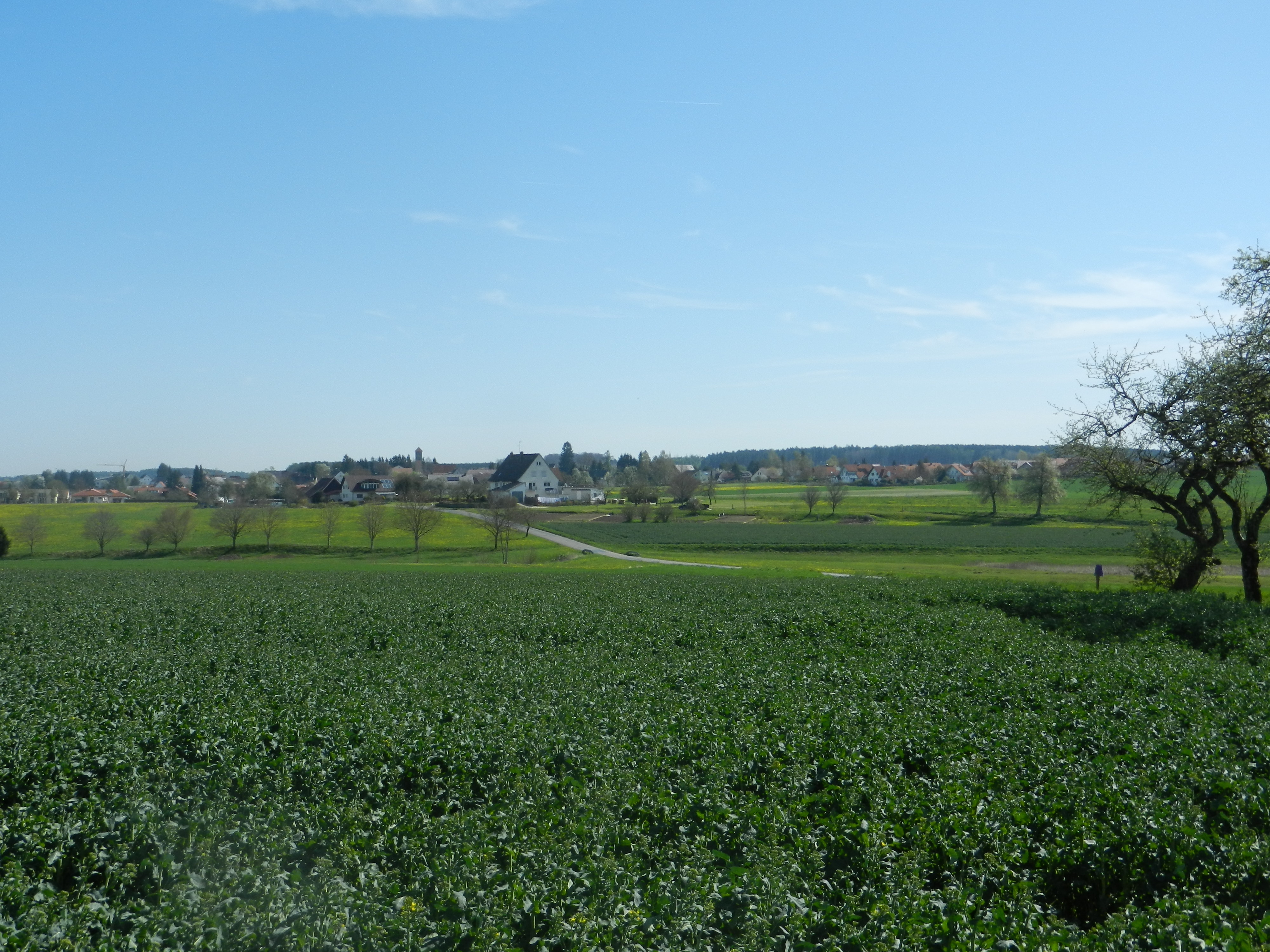
Westansicht von Walbertsweiler

Walbertsweiler ist ein Teilort der Gemeinde Wald im Landkreis Sigmaringen in Baden-Württemberg, Deutschland.

## Geographie

### Geographische Lage
Das Dorf Walbertsweiler liegt etwa acht Kilometer südlich von Meßkirch.

### Ausdehnung des Gebiets
Die Gesamtfläche der Gemarkung Walbertsweiler beträgt 839,57 Hektar (Stand: 31. Dez. 2014).

## Geschichte
Erstmals genannt wurde das Dorf als Waldrameswilare im Jahre 854 in Urkunden des Klosters St. Gallen. Der Ort lag ursprünglich im Bereich der Goldineshuntare, dann im Gau Ratoldesbuch und später in der Grafschaft Sigmaringen.
In der zweiten Hälfte des 13. Jahrhunderts erhielt das Kloster Wald den größten Teil des Ortes aus dem Besitz eines Herren von Kallenberg. Ein weiterer Teil wurde vom Kloster von den Herren von Reischach unter Zustimmung des Abtes vom Kloster Reichenau als Lehnsherr erworben. Die Inhaber der Grafenrechte wechselten mit den Inhabern der Grafschaft Sigmaringen, bis die Rechte 1783 mit der Schirmherrschaft über Kloster Wald von Hohenzollern-Sigmaringen an Österreich übergingen.
Das Kloster blieb Ortsherr bis 1806. Dann fiel das Dorf wie das gesamte Walder Territorium durch die Säkularisation des Klosters aufgrund des Reichsdeputationshauptschlusses an das Fürstentum Hohenzollern-Sigmaringen und 1850 mit diesem als Hohenzollernsche Lande an Preußen. Ab 1806 gehörte Walbertsweiler also zum fürstlichen und 1850 bis 1862 preußischen Oberamt Wald, seitdem zum Oberamt bzw. seit 1925 Kreis Sigmaringen. Besitz und Rechte hatten im Ort im 13. Jahrhundert Herren von Bußmann, von Eberhardsweiler, von Henneberg, von Homburg, von Schnerkingen, von Zimmern und im 12. und 13. Jahrhundert das Kloster Salem.
Am 1. Januar 1975 wurde Walbertsweiler nach Wald eingemeindet.

### Einwohnerentwicklung
| Stand         | Einwohner |
| ------------- | --------- |
| 18. Juni 2008 | 643       |
| 31. Dez. 2010 | 639       |
| 31. Dez. 2014 | 643       |
| 01. Jan. 2021 | 639       |
| 01. Jan. 2022 | 635       |
| 01. Jan. 2023 | 666       |

## Politik

### Ortsvorsteher
- 1999–2009: Franz Bosch[5][7]

### Wappen
Blasonierung: In zweimal von Schwarz, Gold und Blau gespaltenem Schild in Schwarz ein doppelreihig rot-silbern geschachter Schrägbalken.
Der Zisterzienserbalken bringt die einstige Zugehörigkeit zum Kloster Wald zum Ausdruck. Einen von Gold und Blau gespaltenen Schild führten die Herren von Kallenberg als Wappen. Sie waren die Besitzvorgänger des Klosters Wald in Walbertsweiler.

## Kultur und Sehenswürdigkeiten

### Bauwerke

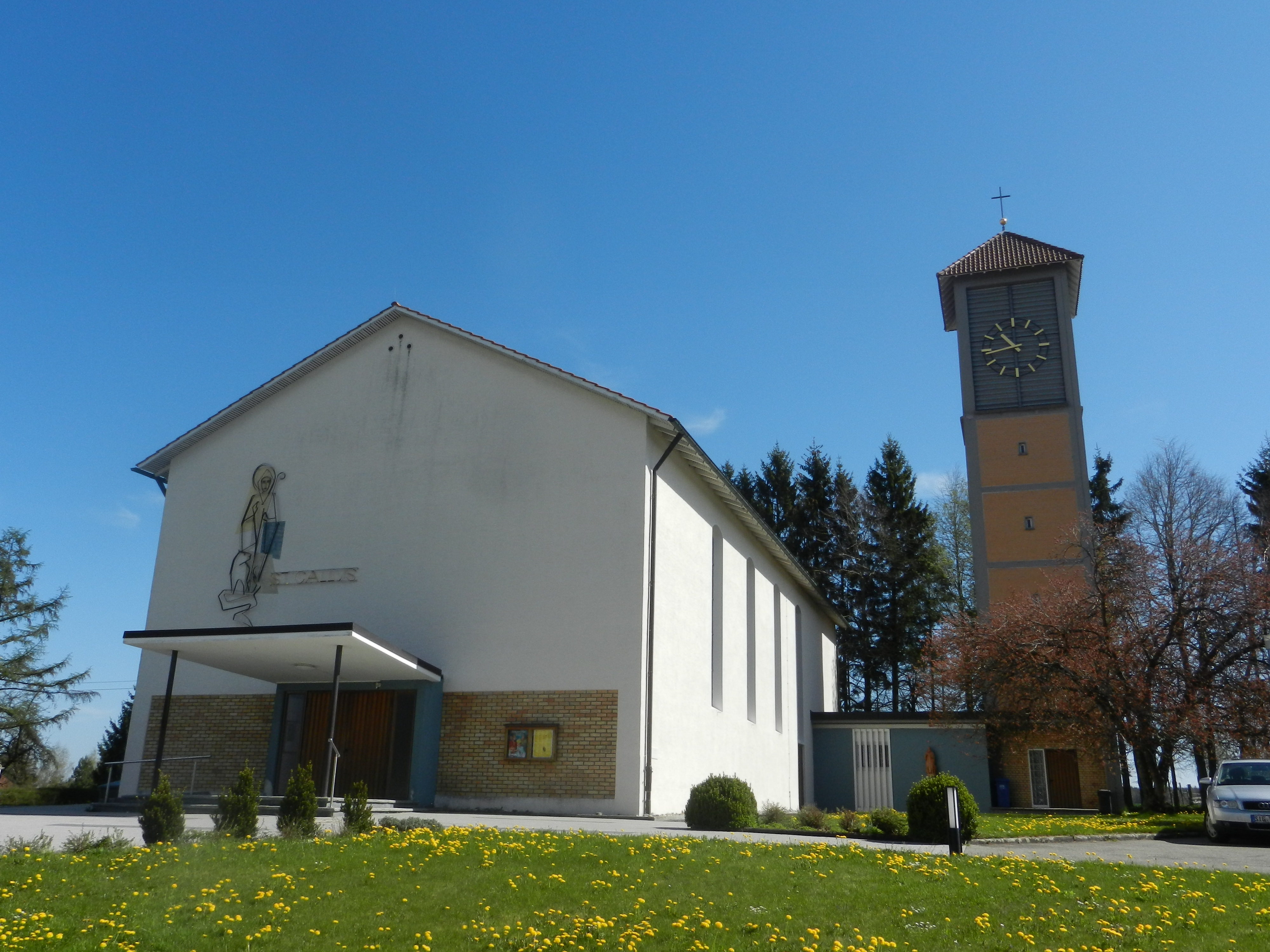
Pfarrkirche St. Gallus

- Die heutige Kath. Pfarrkirche St. Gallus hatte wohl eine mittelalterliche Vorgängerkirche. Diese wurde durch einen am 14. Juli 1869 fertig gestellten Neubau im Stile der Neugotik unter dem fürstlich-hohenzollerischen Landesbaumeister Josef Laur (1817–1886) ersetzt. Diese Kirche besaß einen Fassadenturm mit 45 Meter Höhe und war 33 Meter lang, 10 Meter breit und hatte eine Innenhöhe von 10,50 Meter, dazu seitliche Strebepfeiler. Am 15. November 1959, dem Volkstrauertag, stürzte der Turm um 20.15 Uhr ein. Dabei fiel er der Länge nach über die Dorfstraße in den Pfarrgarten, mit dem Helm noch das Pfarrhaus streifend, wobei das Turmkreuz die Türe des Pfarrhauses einschlug. 15 Minuten zuvor sei das Rosenkranzgebet als Gedenken der Kriegsopfer zu Ende gewesen. Die Vibrationen des Glockengeläuts dürften der letzte Auslöser für den Einsturz gewesen sein. Ursache waren Mängel im verwendeten Baumaterial: Für das Fundament des Kirchenbaus verwendete man einen instabilen Grobsandstein der oberen Meeresmolasse aus einem Steinbruch bei Rengetsweiler, im obersten Stockwerk des Turms hatte man Tuffsteine eingemauert. Nachdem der Kirchenbau nicht wieder freigegeben werden konnte, beauftragte das Erzbischöfliche Ordinariat Freiburg zunächst das Erzbischöfliche Bauamt Konstanz unter Max Schätzle mit einem Kirchenentwurf ohne Turm. Ein billigerer Gegenentwurf mit Turm kam von Architekt A. Seiler. Vier Jahre nach dem Einsturz des Kirchturms wurde die heutige Pfarrkirche, im praktischen Stil der 1960er Jahre, vom Freiburger Weihbischof Karl Gnädinger eingeweiht. Zur Ausstattung gehören eine spätgotische thronende Maria mit dem Jesuskind auf ihrem rechten Knie (um 1520), an der Chor-Stirnwand eine Kreuzigungsgruppe und darunter sieben Apostelgemälde, sowie an der Südwand ein barocker hl. Gallus mit dem Bären. Zum Geläut zählen drei beim Einsturz unversehrt gebliebene Glocken, eine kleinere, gegossen im 13. oder 14. Jahrhundert, und zwei größere, darunter die Reginaglocke, im 16. Jahrhundert. Sie läuteten bereits in der Vorgängerkirche.[8][9][10]